# 1488

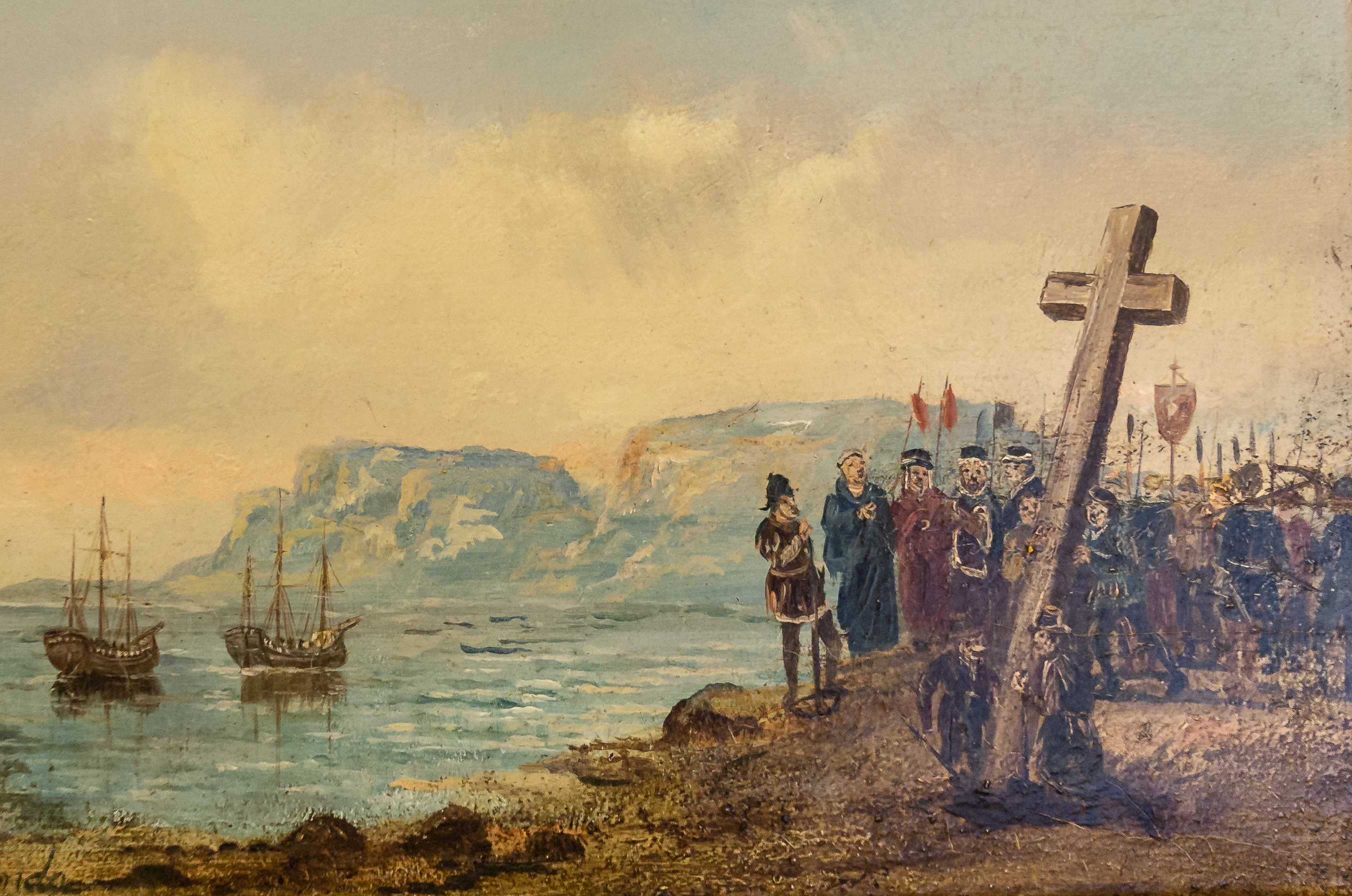
Bartolomeu Dias richt een kruis op

Het jaar 1488 is het 88e jaar in de 15e eeuw volgens de christelijke jaartelling.

## Gebeurtenissen
januari
- 8 - Maximiliaan van Oostenrijk, regent van de Bourgondische gewesten, vaardigt de Ordonnantie op de Admiraliteit uit, waarin de afzonderlijke oorlogsvloten van de zeegewesten onder één admiraal worden gesteld. Als admiraliteitshaven wordt Veere aangewezen.
- 20 - Lodewijk van Orléans en Frans II van Bretagne worden tot rebellen verklaard en het vazalschap wordt hen ontnomen.

februari
- 2 - Bartolomeu Dias, op een ontdekkingstocht langs de Afrikaanse kust, is door windomstandigheden van de kust weggevaren. Als hij terug naar het oosten keert, ziet hij geen land, omdat hij Kaap de Goede Hoop en Kaap Agulhas is gepasseerd. Nadat hij zijn koers weer naar het noorden richt, bereikt hij de kust bij Mosselbaai.
- 5 - Maximiliaan van Oostenrijk wordt in Brugge gevangengenomen tijdens de Vlaamse opstand.

maart
- 12 - Dias richt een padrão op bij Kwaaihoek, zijn verst bereikte punt.

april
- 3 - De Hoekse leiders Walraven II van Brederode, Jan van Naaldwijk en Zweder van Montfoort, die het niet eens zijn met het regentschap van Maximiliaan van Oostenrijk voor zijn zoon Filips de Schone, stellen Frans van Brederode (de broer van Walraven) aan als hun leider. Zie: Jonker Fransenoorlog
- 28 - In Amsterdam wordt de eerste steen gelegd voor de Sint Antoniespoort, de huidige Waag.

mei
- 16 - Maximiliaan van Oostenrijk wordt door de Bruggelingen onder voorwaarden vrijgelaten, maar herroept vervolgens de voorwaarden.
- mei - Op zijn terugtocht ziet Dias Kaap de Goede Hoop, en noemt het 'Stormkaap'.

juli
- 25 - Dias richt een tweede padrão op bij Diaz-punt, nabij het huidige Lüderitz, Namibië.
- 28 - Slag bij Saint-Aubin-du-Cormier: Beslissende overwinning van de Franse royalisten op Bretagne.

augustus
- 20 - Verdrag van Le Verger: Frans II van Bretagne erkent Karel VIII van Frankrijk als zijn leenheer, en staat enkele gebieden af. Bretagne moet alle verbintenissen met vijanden van Frankrijk verbreken, en Frankrijk zal zijn bezettingen in het niet-afgestane deel van Bretagne terugtrekken.

november
- 18 - Inname van Rotterdam: Frans van Brederode neemt de stad Rotterdam in, en maakt het tot uitvalsbasis voor zijn verdere acties in een poging het graafschap Holland onder zijn gezag te krijgen. Begin van de Jonker Fransenoorlog.

december
- 15 -  - Dias keert terug in Lissabon.

zonder datum
- Paus Innocentius VIII roept op tot een kruistocht tegen de Waldenzen.
- Bikaner wordt gesticht.
- Keurvorst Johan Cicero van Brandenburg voert een accijns op bier in.
- Gian Galeazzo Sforza, hertog van Milaan, huwt Isabella van Napels.

## Beeldende kunst

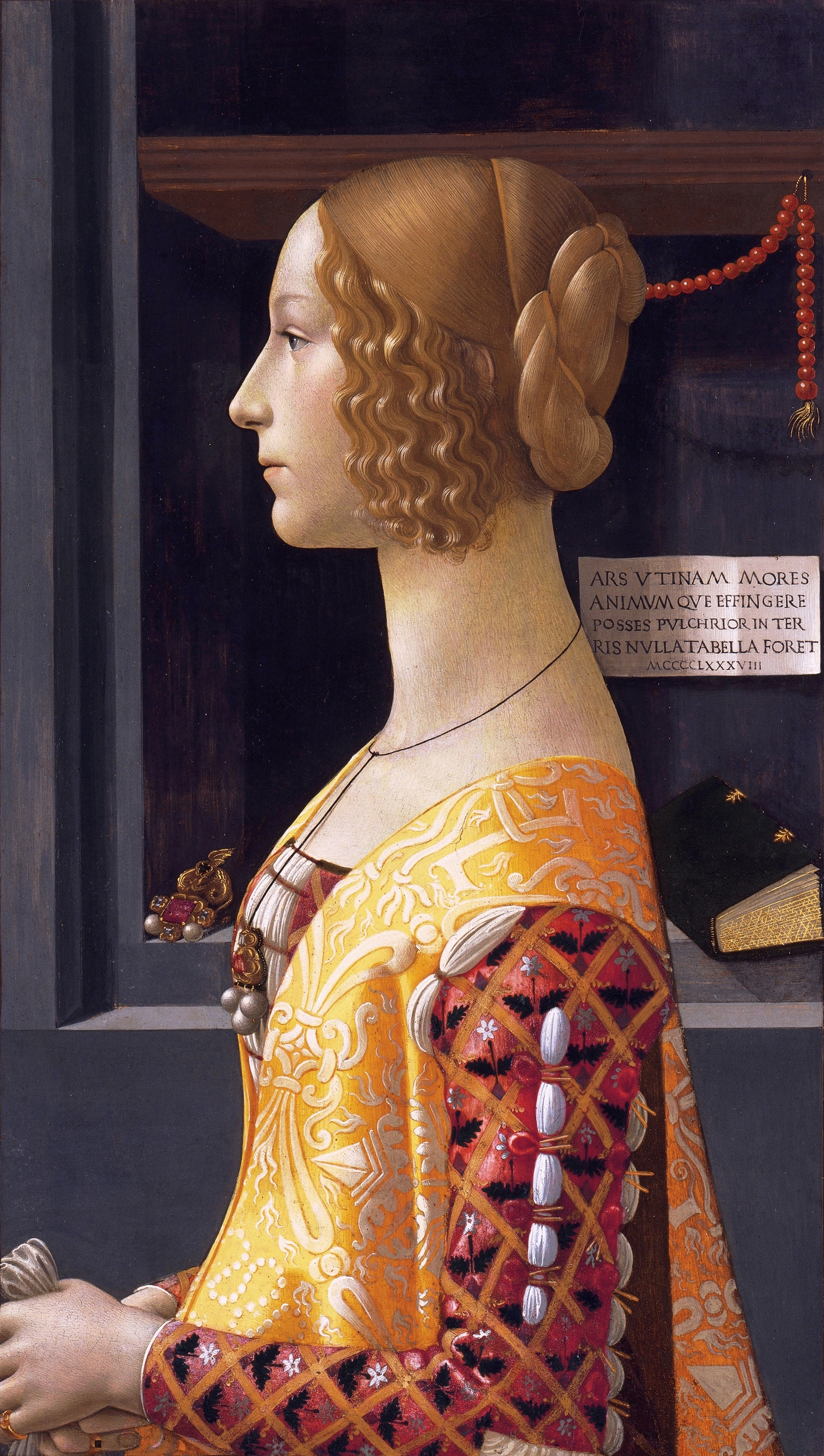
Domenico Ghirlandaio: Portret van Giovanna Tornabuoni
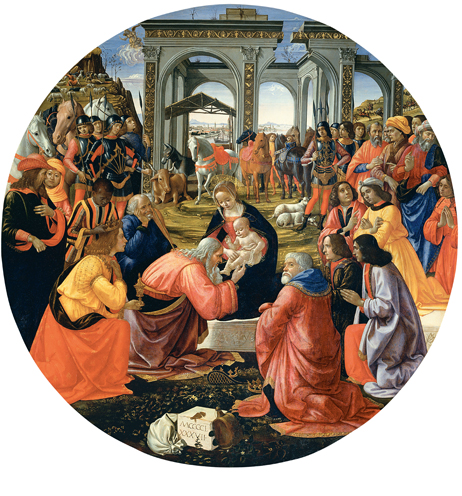
Domenico Ghirlandaio: Aanbidding der Koningen
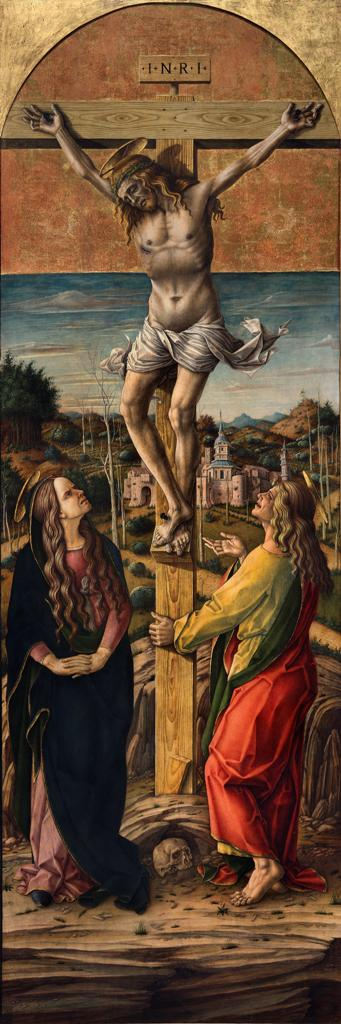
Carlo Crivelli: Kruisiging met de Maagd en de Evangelist Johannes
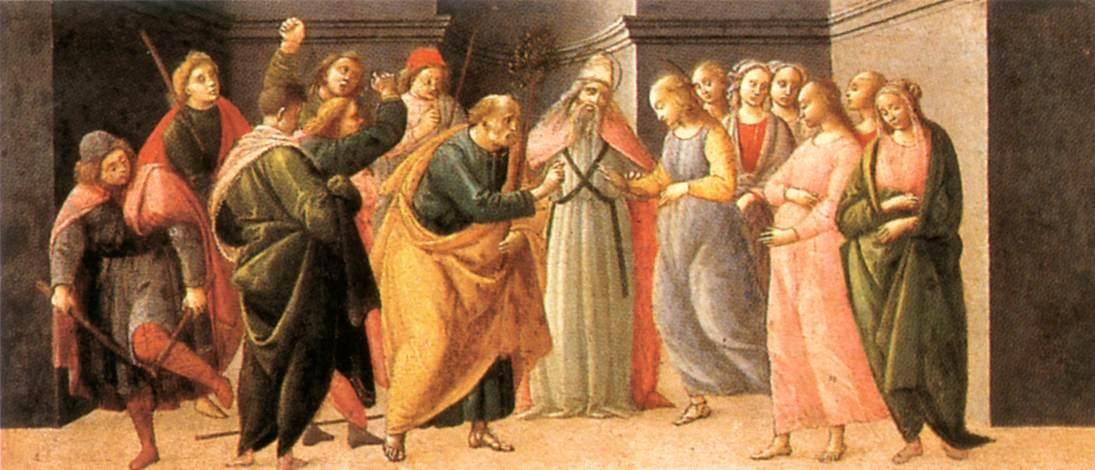
Bartolomeo di Giovanni: Huwelijk van Maria

## Opvolging
- Ayutthaya - Borommatrailokkanat opgevolgd door Borommaracha III
- Bourbon en Auvergne - Jan II opgevolgd door zijn broer Karel II op diens beurt opgevolgd door zijn broer Peter II
- Bretagne - Frans II opgevolgd door zijn dochter Anna
- Generalitat de Catalunya - Pontius Andreas van Vilar opgevolgd door Juan Payo Coello
- Dammartin - Antoon van Chabannes opgevolgd door zijn zoon Jan van Chabannes
- Hafsiden (Tunesië) - Uthman opgevolgd door Abu Zakariya Yahya II
- Henneberg-Römhild - Frederik II opgevolgd door Herman VIII
- Hohenzollern - Justus Nicolaas I opgevolgd door zijn zoon Eitel Frederik II
- admiraal der Nederlanden - Filips van Kleef opgevolgd door Frederik Eitel van Zollern
- Schotland - Jacobus III opgevolgd door zijn zoon Jacobus IV
- Schwarzburg-Blankenburg - Hendrik XXVI opgevolgd door zijn zoon Günther XXXVI

## Afbeeldingen

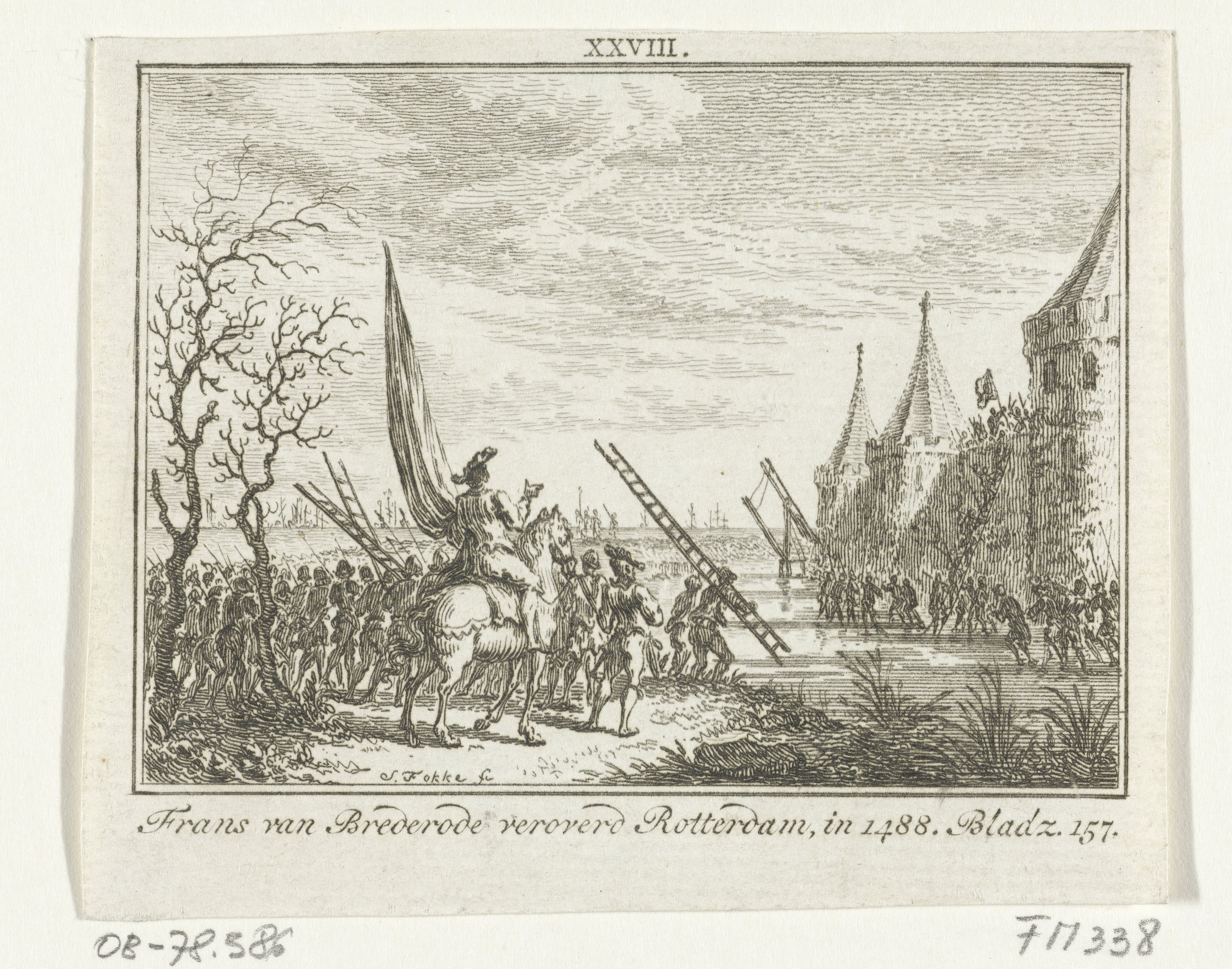
Inname van Rotterdam
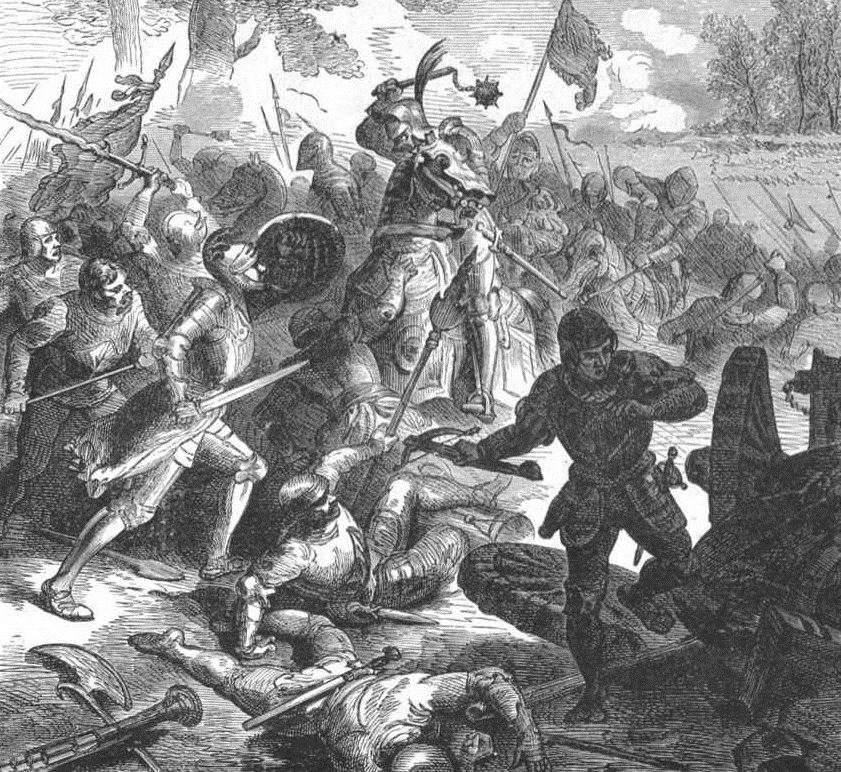
Slag bij Saint-Aubin-du-Cormier
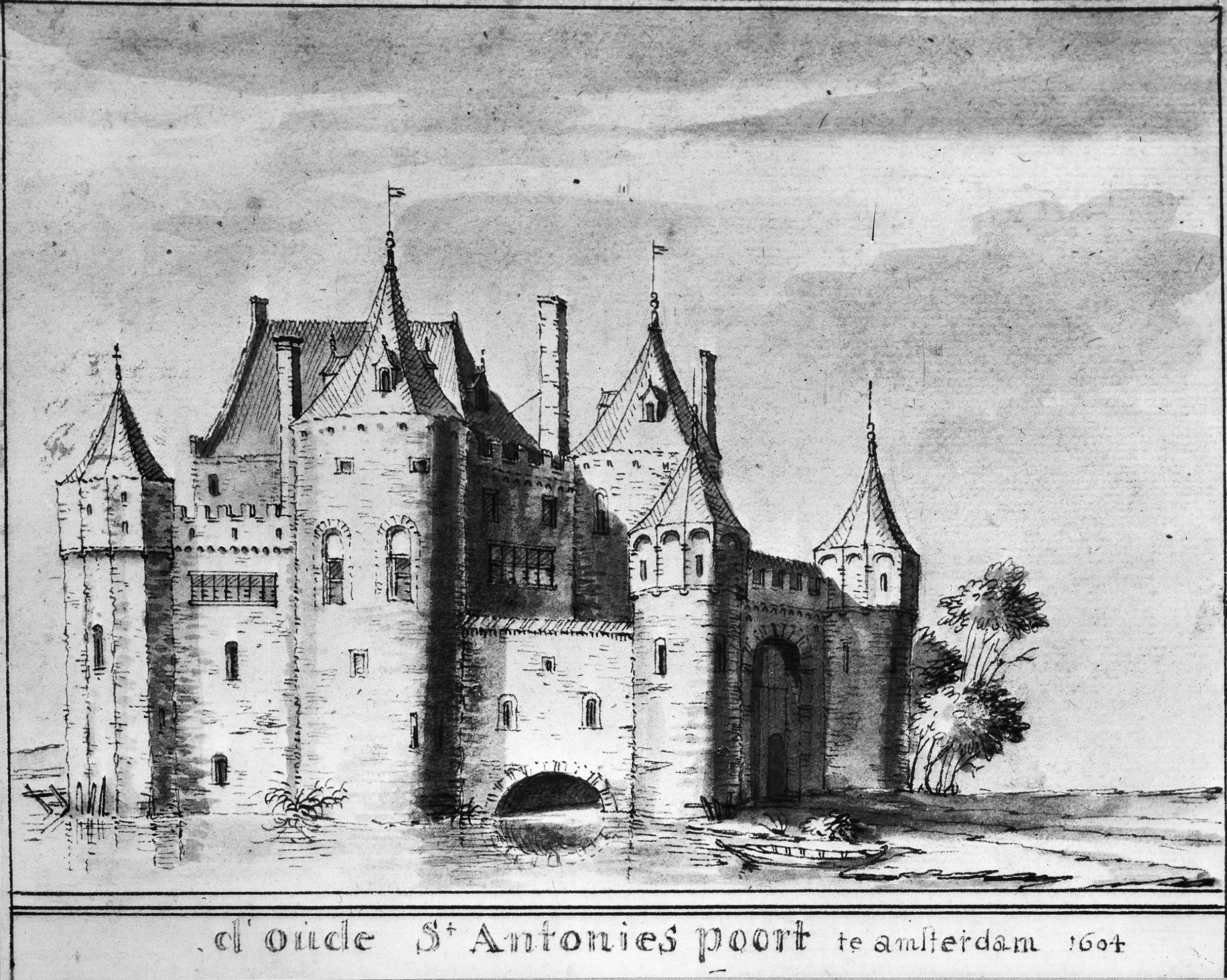
Sint Antoniespoort (tegenwoordig Waag), Amsterdam
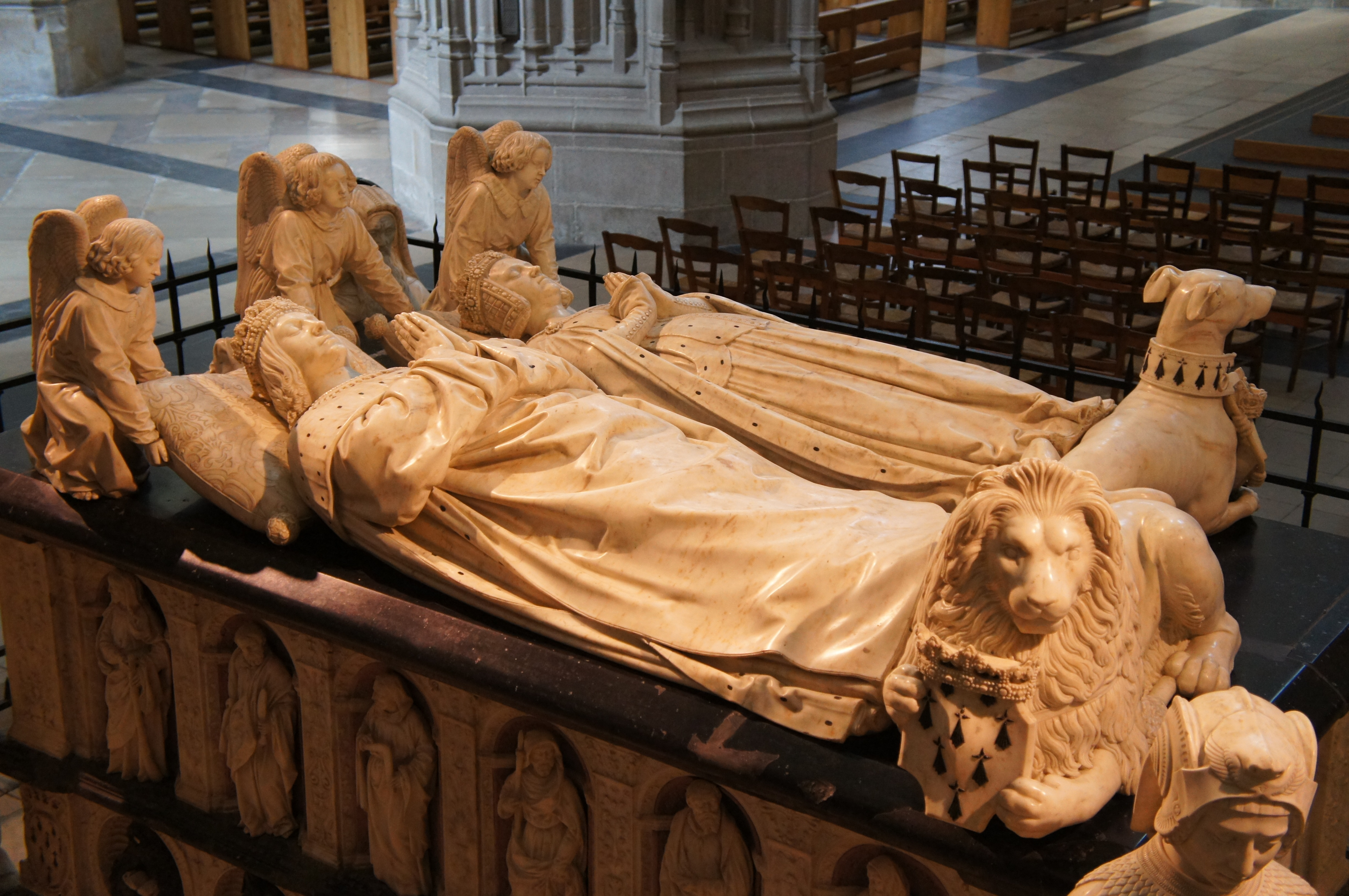
graftombe van Frans II van Bretagne
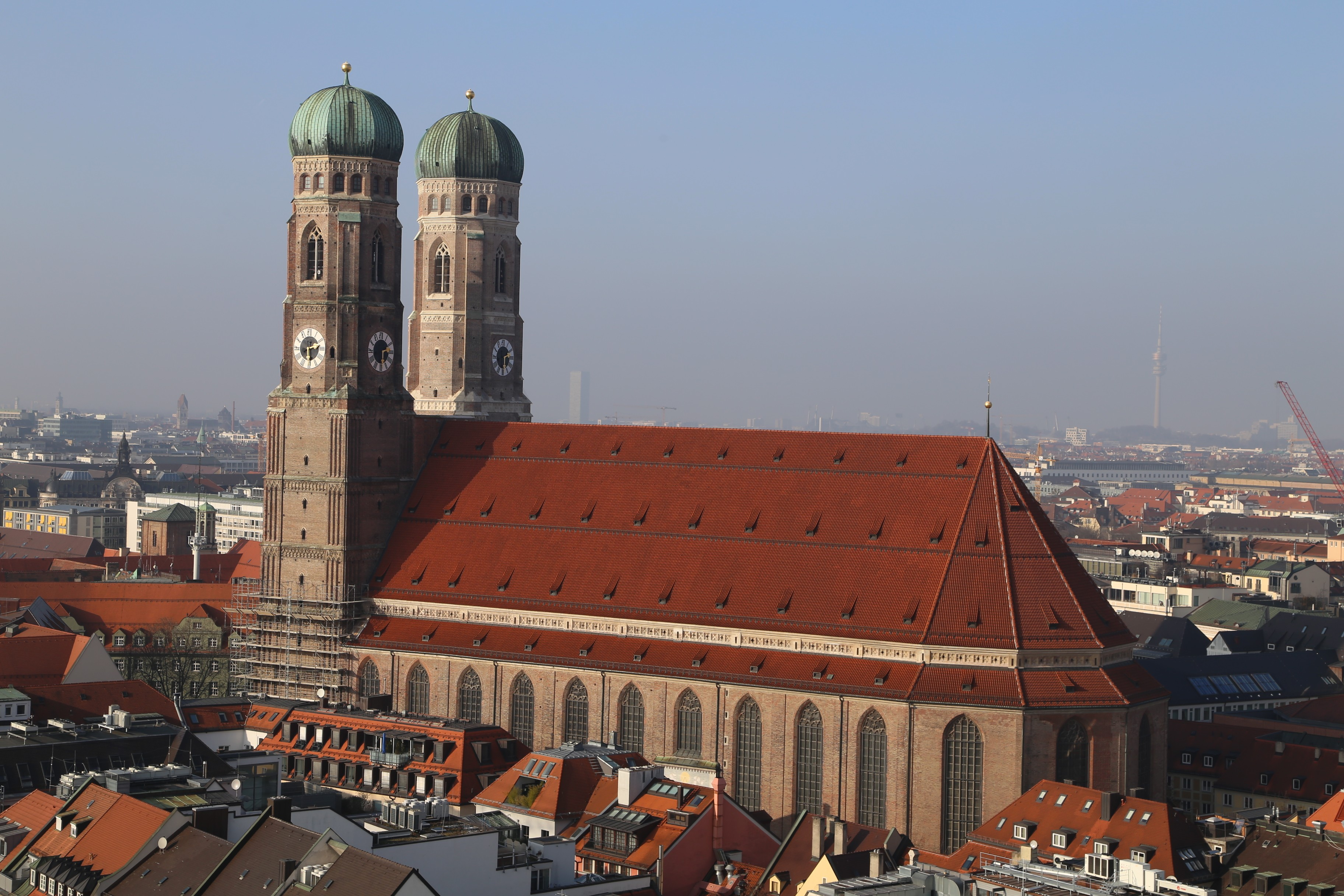
Frauenkirche, München (voltooid 1488)
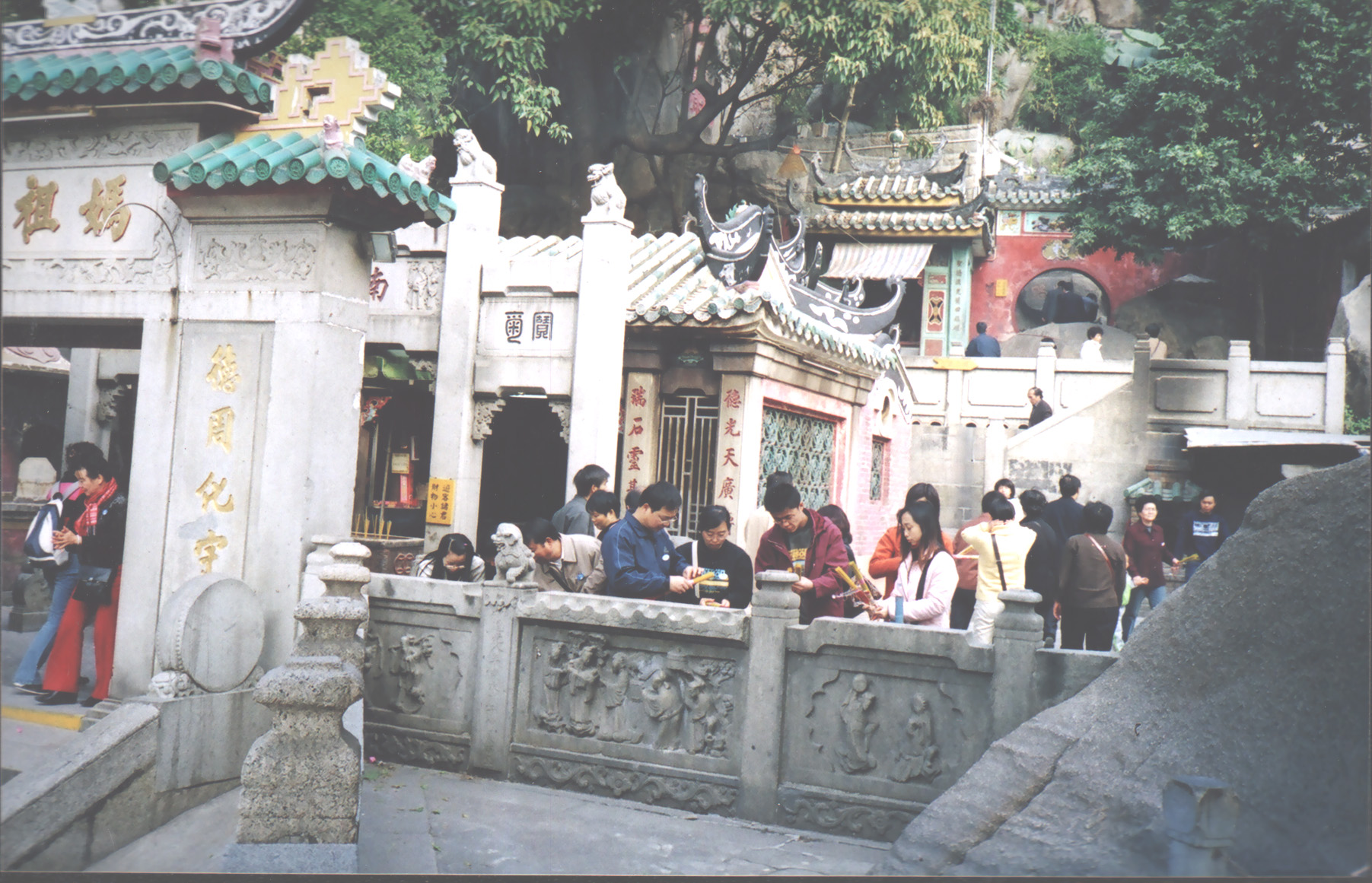
A-Matempel, Macau

## Geboren
- 19 maart - Johannes Magnus, Zweeds aartsbisschop en humanist
- 21 april - Ulrich von Hutten, Duits edelman
- 17 mei - Marcus Laurinus, Vlaams humanist
- 23 juni - Karel II, hertog van Savoye (1490-1496)
- 15 augustus - Ferdinand Columbus, Spaans bibliofiel
- 25 oktober - Lodewijk van Vlaanderen, Vlaams staatsman
- Ferdinand van Aragon, Spaans edelman
- Otto Brunfels, Duits theoloog en botanicus
- Germaine van Foix, echtgenote van Ferdinand II van Aragon
- Johan George, markgraaf van Johan George
- Elisabeth van Nassau-Siegen, Duits edelvrouw
- Ngawang Tashi Dragpa, koning van Tibet (1499-1564)
- Giovan Francesco Penni, Italiaans schilder
- Georg Rhau, Duits musicus
- Jan Tarnowski, Pools staatsman
- Gustaaf Trolle, aartsbisschop van Uppsala
- Thomas van Villanova, Spaans theoloog

## Overleden
- 13 januari - Hendrik XXVI van Schwarzburg (~69), Duits edelman
- 9 februari - Justus Nicolaas I van Hohenzollern (~54), Duits edelman
- 28 februari - Jan VI Rzeszowski (~76), Pools bisschop
- 29 februari - Jan van Nieuwenhove zoon van Michiel, Vlaams staatsman
- 10 maart - Matthijs Peyaert, Vlaams politicus
- 17 maart - Jacob II van Gistel, Vlaams politicus
- 22 maart - Pieter Lanchals, Bourgondisch staatsman
- 1 april - Jan II van Bourbon (~61), Frans edelman
- 14 april - Girolamo Riario (~44), Italiaans edelman
- 27 april - Bolesław V van Warschau (~34), Pools edelman
- 29 april - Wenceslaus van Żagań (~53), Silezisch edelman
- 3 mei - Jan Storm, Brabants priester en illuminator
- 9 mei - Frederik I van Legnica (42), Silezisch edelman
- 26 mei - Iizasa Ienao (~101), Japans vechtsporter
- 11 juni - Jacobus III (~36), koning van Schotland (1460-1488)
- 9 september - Frans II (53), hertog van Bretagne (1438-1477)
- 14 september - Karel II van Bourbon (~55), Frans prelaat en edelman
- 25 december - Antoon van Chabannes (~80), Frans edelman
- Jan Crabbe, Vlaams abt
- Filips van Horne (~67), Bourgondisch edelman
- Borommatrailokkanat (~57), koning van Ayutthaya (1448-1488)
- Jan van der Brugghen, Vlaams schilder
- Dirk van Bronckhorst-Batenburg (~59), Limburgs edelman
- Alvise da Cadamosto (~56), Venetiaans handelaar
- Andries I Keldermans, Brabants architect
- Andrea del Verrocchio (~53), Italiaans schilder
- Edward Woodville, Engels staatsman